# وزارة الشؤون الاجتماعية والصحة (فنلندا)
وزارة الشؤون الاجتماعية والصحة
(بالفنلندية: Sosiaali- ja terveysministeriö) (بالسويدية: Social- och hälsovårdsministeriet) هي وزارة في الحكومة الفنلندية مكلفة بتخطيط وتنفيذ السياسات المتعلقة بالشؤون الاجتماعية والصحة لسكان فنلندا. تضم الوزارة وزيرين: وزير الشؤون الاجتماعية والصحة، وزير شؤون الأسرة والخدمات الاجتماعية.
تضم الوزارة خمس إدارات: إدارة الإدارة والتخطيط، إدارة النهوض بالصحة والرعاية، إدارة الخدمات الاجتماعية والصحية، إدارة السلامة المهنية وإدارة الصحة والتأمن.
تم تأسيس سلف الوزارة قبل إعلان استقلال فنلندا. في البداية، ركزت على مكافحة البؤس، وتعزيز الرصانة، ورعاية الفقراء والمتشردين والأطفال ومدمني الكحول. تم تقديم الرعاية الصحية لمهامها في عام 1968.
يوجد إصلاح كبير لنظام الصحة والخدمة الاجتماعية (sosiaali- ja terveyspalveluiden uudistus أو sote-uudistus للاختصار) منذ عام 2011. من المقرر أن يكون الإصلاح هو أكبر تغيير لنظام الرعاية الاجتماعية والصحية في فنلندا في تاريخ البلاد. ارتبط الإصلاح بتجديد هيكل الإدارة الإقليمية (maakuntauudistus).

## وصلات خارجية
- وزارة الشؤون الاجتماعية والصحة